# Roegchanda Pascoe
Roegchanda Pascoe, född cirka 1975, är en sydafrikansk människorättsaktivist. Hon har uppmärksammats för sin kamp mot våld i området Cape Flats i Kapstaden.
Efter att Roegchanda Pascoe flyttat till Manenburg, en stadsdel inom området Cape Flats i Kapstaden, var hon med och grundade Manenberg Safety Forum 2013. MSF arbetar för att minska våldet i området. Pascoe blev MSF första ordförande. De startade projektet "Reclaiming Our Streets" för att bli av med kriminella och knarklangare och har bland annat hållit lektioner för barn om hur man ska agera vid en skottlossning. MSF har även arbetat mot våld i nära relationer och annat våld särskilt riktat mot kvinnor. På en lokal polisstation har man anordnat ett traumarum särskilt avsett för våldtäktsoffer och kvinnor som misshandlats av sina partners.
Pascoes arbete mot våld har lett till att hon utsatts för hot och flera mordförsök.
År 2022 var Roegchanda Pascoe en av mottagarna av International Women of Courage Award.